# Jordão Manuel Quizembe
Jordão Manuel Quizembe   (Quicumba, 13 d'abril de 1968) és un escriptor angolès que resideix a les Illes Canàries d'ençà del 2000, concretament a Santa Cruz de Tenerife. També ha exercit com a professor de Geografia i Història a la primària. Quan vivia al seu país natal, va formar-se en pedagogia i després va estudiar a l'Institut Nacional de Petroli, sector en què va treballar.
Entre la seva obra destaca Construcción, ¿trabajo o esclavitud?, publicada per l'Editorial Anubis el 2011. Hi conta l'experiència de quatre anys de durada com a treballador de la construcció quan la bombolla immobiliària a Espanya va perjudicar més els treballadors nacionals i estrangers. Recalca com en aquella època va adonar-se que l'estatus d'immigrant indocumentat té molt més a veure amb el racisme del que hom tendeix a considerar.
| «                        | L'únic avantatge de tenir els papers en ordre és solament poder reclamar davant l'autoritat el que per dret li correspon a un, perquè fer-ho a l'empresari és com parlar amb la paret: no perdona ni tem ningú. | » |
| — Jordão Manuel Quizembe | |   |

Posteriorment, el 2014 va publicar a través de la plataforma d'autoedició Bubok els escrits ONG. La última tribulación i Caníbales, secuelas de una guerra i el 2015, África, nuestra identidad.